# یواس‌اس اندرتون (اس‌پی-۵۳۰)
یواس‌اس اندرتون (اس‌پی-۵۳۰) (به انگلیسی: USS Anderton (SP-530)) یک کشتی بود که طول آن ۱۳۹ فوت ۶ اینچ (۴۲٫۵۲ متر) بود. این کشتی در سال ۱۹۱۱ ساخته شد.